# Ginger Blue (Misuri)
Ginger Blue es una villa ubicada en el condado de McDonald en el estado estadounidense de Misuri. En el Censo de 2010 tenía una población de 61 habitantes y una densidad poblacional de 90,24 personas por km².

## Geografía
Ginger Blue se encuentra ubicada en las coordenadas 36°35′24″N 94°27′35″O / 36.59000, -94.45972. Según la Oficina del Censo de los Estados Unidos, Ginger Blue tiene una superficie total de 0.68 km², de la cual 0.68 km² corresponden a tierra firme y (0%) 0 km² es agua.

## Demografía
Según el censo de 2010, había 61 personas residiendo en Ginger Blue. La densidad de población era de 90,24 hab./km². De los 61 habitantes, Ginger Blue estaba compuesto por el 88.52% blancos, el 1.64% eran afroamericanos, el 0% eran amerindios, el 0% eran asiáticos, el 1.64% eran isleños del Pacífico, el 6.56% eran de otras razas y el 1.64% pertenecían a dos o más razas. Del total de la población el 6.56% eran hispanos o latinos de cualquier raza.